# Cryptocephalus frenatus
Cryptocephalus frenatus is een keversoort uit de familie bladkevers (Chrysomelidae). De wetenschappelijke naam van de soort werd in 1781 gepubliceerd door Laicharting.